# Hodgdon
Hodgdon és una població dels Estats Units a l'estat de Maine (EUA). Segons el cens del 2000 tenia 1.240 habitants.

## Demografia
Segons el cens del 2000, Hodgdon tenia 1.240 habitants, 462 habitatges, i 359 famílies. La densitat de població era de 12,1 habitants/km².
Dels 462 habitatges en un 34,6% hi vivien nens de menys de 18 anys, en un 68,2% hi vivien parelles casades, en un 7,4% dones solteres, i en un 22,1% no eren unitats familiars. En el 18,4% dels habitatges hi vivien persones soles el 8,4% de les quals corresponia a persones de 65 anys o més que vivien soles. El nombre mitjà de persones vivint en cada habitatge era de 2,66 i el nombre mitjà de persones que vivien en cada família era de 3,04.
Per edats la població es repartia de la següent manera: un 26,6% tenia menys de 18 anys, un 6,6% entre 18 i 24, un 27,1% entre 25 i 44, un 27% de 45 a 60 i un 12,7% 65 anys o més.
L'edat mediana era de 39 anys. Per cada 100 dones de 18 o més anys hi havia 96,1 homes.
La renda mediana per habitatge era de 30.188 $ i la renda mediana per família de 36.607 $. Els homes tenien una renda mediana de 28.600 $ mentre que les dones 19.688 $. La renda per capita de la població era de 14.573 $. Entorn del 15,6% de les famílies i el 17,4% de la població estaven per davall del llindar de pobresa.